# Хмельницкий, Михаил Сергеевич
Михаи́л Серге́евич Хмельни́цкий (бел. Міхаіл Сяргеевіч Хмельніцкі; род. 24 июля 1969, Городея, Минская область) — советский и белорусский легкоатлет, специалист по спортивной ходьбе. Выступал за сборные СССР и Белоруссии по лёгкой атлетике в 1988—2003 годах, призёр Кубков мира и Европы, многократный победитель и призёр первенств национального значения, участник двух летних Олимпийских игр.

## Биография
Михаил Хмельницкий родился 24 июля 1969 года в городском посёлке Городея Минской области Белорусской ССР.
Впервые заявил о себе в лёгкой атлетике на международном уровне в сезоне 1988 года, когда вошёл в состав советской сборной и выступил на юниорском мировом первенстве в Садбери, где выиграл бронзовую медаль в зачёте ходьбы на 10 000 метров.
В 1990 году взял бронзу в ходьбе на 5000 метров на зимнем чемпионате СССР в Челябинске.
После распада Советского Союза находился в составе белорусской национальной сборной, в частности в 1993 году представлял Белоруссию на Универсиаде в Буффало — в ходьбе на 20 км финишировал пятым.
В 1994 году дисциплине 20 км одержал победу на чемпионате страны, тогда как на чемпионате Европы в Хельсинки был дисквалифицирован.
В 1995 году занял 25-е место на Кубке мира в Пекине и девятое место на чемпионате мира в Гётеборге.
На Кубке Европы 1996 года в Ла-Корунье пришёл к финишу на 24-й позиции. Благодаря череде удачных выступлений удостоился права защищать честь страны на летних Олимпийских играх в Атланте — в программе ходьбы на 20 км показал результат 1:22:17, расположившись в итоговом протоколе соревнований на 12-й строке.
После атлантской Олимпиады Хмельницкий остался действующим спортсменом на ещё один олимпийский цикл и продолжил принимать участие в крупнейших международных стартах. Так, в 1997 году на Кубке мира в Подебрадах он занял 24-е место в личном зачёте 20 км и помог своим соотечественникам получить бронзу мужского командного зачёта. На последовавшем чемпионате мира в Афинах с результатом 1:22:01 завоевал бронзовую медаль — здесь его обошли только мексиканец Даниэль Гарсия и россиянин Михаил Щенников.
В 1998 году в дисциплине 20 км выиграл серебряную медаль на открытом зимнем чемпионате России по спортивной ходьбе в Адлере, стал серебряным призёром в командном зачёте на Кубке Европы в Дудинце.
В 1999 году был шестым на Кубке мира в Мезидон-Канон. На чемпионате мира в Севилье сошёл с дистанции.
В мае 2000 года на соревнованиях в Солигорске установил свой личный рекорд в ходьбе на 20 км — 1:18:14. Находясь в числе лидеров белорусской национальной сборной, благополучно прошёл отбор на Олимпийские игры в Сиднее — на сей раз с результатом 1:28:02 занял итоговое 34-е место.
Завершил спортивную карьеру по окончании сезона 2003 года.